# Marnitz
Marnitz è una frazione del comune tedesco di Ruhner Berge.

## Storia
Il 1º gennaio 2019 il comune di Marnitz venne fuso con i comuni di Suckow e Tessenow, formando il nuovo comune di Ruhner Berge.